# Laskar, Plevna
Laskar (în bulgară Ласкар) este un sat în comuna Plevna, regiunea Plevna,  Bulgaria. 

## Demografie
Componența etnică a satului Laskar
     Bulgari (100%)
     Nicio identificare (0%)
     Altele (0%)
La recensământul din 2011, populația satului Laskar era de 99 locuitori. Din punct de vedere etnic, toți locuitorii erau bulgari.